# Provinz Sur Lípez
Sur Lípez (auch Sud Lípez) ist eine Provinz im südwestlichen Teil des Departamento Potosí im Hochland des südamerikanischen Anden-Staates Bolivien.

## Lage
Die Provinz Sur Lípez ist eine von sechzehn Provinzen im Departamento Potosí. Sie liegt zwischen 21° 16' und 22° 53' südlicher Breite und zwischen 66° 13' und 68° 00' westlicher Länge. Sie grenzt im Norden und Nordwesten an die Provinz Nor Lípez, im Westen an die Provinz Enrique Baldivieso, im Südwesten und Süden an die Republik Chile, im Südosten und Osten an die Republik Argentinien, und im Nordosten an die  Provinz Sur Chichas. Die Provinz erstreckt sich von Nordosten nach Südwesten und weist eine Gesamtlänge von 230 Kilometern und eine mittlere Breite von 100 Kilometern auf.

## Geographie
Die Provinz weist im südwestlichen Teil, im Distrikt Quetena Grande, einige Seen und Salzseen auf, der größte von ihnen mit sechs Kilometer Durchmesser die Laguna Colorada auf einer Höhe von 4278 m.

## Bevölkerung
Die Einwohnerzahl der Provinz Sur Lípez ist in den vergangenen drei Jahrzehnten um knapp die Hälfte angestiegen:
| Jahr | Einwohner | Quelle       |
| ---- | --------- | ------------ |
| 1992 | 4 158     | Volkszählung |
| 2001 | 4 905     | Volkszählung |
| 2012 | 6 835     | Volkszählung |
| 2024 | 6 099     | Volkszählung |

Wichtigste Idiome der Provinz mit je 88 Prozent sind zu gleichen Teilen Quechua und Spanisch. Hauptstadt der Provinz ist San Pablo de Lípez.
99,4 Prozent der Bevölkerung haben keinen Zugang zu Elektrizität, 90 Prozent leben ohne sanitäre Einrichtungen. 69 Prozent der Bevölkerung arbeiten in der Landwirtschaft, 4 Prozent im Bergbau, 4 Prozent in der Industrie, 23 Prozent im Bereich Dienstleistungen. 86 Prozent der Bevölkerung sind katholisch, 9 Prozent evangelisch.

## Gliederung
Die Provinz untergliedert sich laut der letzten Volkszählung von 2024 in die folgenden drei Verwaltungsbezirke (bolivianisch „Municipios“):
- 05-1001 Municipio San Pablo de Lípez – 3.236 Einwohner
- 05-1002 Municipio Mojinete – 1.022 Einwohner
- 05-1003 Municipio San Antonio de Esmoruco – 1.941 Einwohner

## Ortschaften in der Provinz Sur Lípez
- Municipio San Pablo de Lípez
  - Quetena Chico 686 Einw. – Polulos 339 Einw. – Cerrillos 311 Einw. – San Antonio de Lípez 268 Einw. – Quetena Grande 237 Einw. – Río San Pablo 227 Einw. – San Pablo de Lípez 212 Einw. – Relave 143 Einw. – Collpani 110 Einw.

- Municipio Mojinete
  - Mojinete 409 Einw. – La Cienega 223 Einw. – Casa Grande 201 Einw. – Casa Pintada 183 Einw. – Bonete Palca 60 Einw. – Pueblo Viejo 52 Einw.

- Municipio San Antonio de Esmoruco
  - San Antonio de Esmoruco 993 Einw. – Río Mojón 579 Einw. – Guadalupe 304 Einw.